# برستون وارد
برستون وارد (بالإنجليزية: Preston Ward)‏ هو لاعب كرة قاعدة أمريكي، ولد في 24 يوليو 1927 في كولومبيا في الولايات المتحدة، وتوفي في 2 يونيو 2013 في لاس فيغاس في الولايات المتحدة.

## وصلات خارجية
- برستون وارد على موقعبيزبول رفرنس.كوم (الدوري الرئيسي) (الإنجليزية)
- برستون وارد على موقعبيزبول رفرنس.كوم (الدوري الثانوي) (الإنجليزية)
- برستون وارد على موقع مشجعي الرسوم البيانية (الإنجليزية)
- برستون وارد على موقع سبورتس رفرنس (الإنجليزية)
- برستون وارد على موقع ريلجم (الإنجليزية)